# Sóstói Stadion
A Sóstói Stadion multifunkcionális labdarúgó-stadion Székesfehérváron.

## A stadion

### Tervek
2014. november 12-én Vigh László és Cser-Palkovics András, Székesfehérvár polgármestere sajtótájékoztató keretein belül mutatta be az új stadion terveit.  A rekonstrukció 2015-ben kezdődött, az építés várható befejezését pedig 2016 végére tűzték ki. A 2015–2016-os szezonban a Videoton a szintén Fejér megyei Pancho Arénában játszotta hazai mérkőzéseit.
2015. szeptember 18-án bejelentették, hogy a régi Sóstói Stadion bontása 2016 januárjában kezdődik.
2015. december 10-én Cser-Palkovics András elmondta, hogy egy teljesen új multifunkcionális stadion épül fel, amellyel egy Vidi-város jön létre. Hangsúlyozta a szomszédos parkok, útvonalak és épületek rekonstrukciójának fontosságát, illetve azt, hogy az új stadion a tervek szerint 2017-ben nyílik meg. A generáltervezés az MCXVI Építészműterem Kft. nevéhez fűződik. Ez idő alatt a Videoton az edzéseit ugyan Székesfehérváron tartotta, azonban a mérkőzéseit továbbra is a felcsúti Pancho Arénában játszotta.

### Kivitelezés
2016. október 14-én egy Fejér megyei hírportál, a feol.hu kiderítette, hogy az építkezés napokon belül kezdődhet, amint a szerződéseket minden érintett fél aláírja. A feol.hu azt is hozzátette, hogy az átadást a későbbi építés miatt tovább halasztják.
2016. november 23-án az építkezés hivatalosan is megkezdődött.
2017. február 7-én Horváth László, a Sóstó Konzorcium projektmenedzsere elmondta, hogy az építkezés első szakasza véget ért. A fennmaradó állványok bontása megszűnt, lebontott részeinek betonját újra felhasználják az új állványok építésében, a Sóstó Konzorciumnak pedig 14 hónapja lesz a stadion építésének befejezésére. 2017. március 13-án ugyancsak Horváth László jelentette be, hogy az enyhe télnek köszönhetően az új stadion építése az ütemtervnek megfelelően halad.
2017. március 27-én megerősítést nyert, hogy a stadion építése 2018. január 16-ig befejeződik. Gönczöl Péter, a Strabag-MML Kft. ügyvezető igazgatója elmondta, hogy az építkezés a leglátványosabb szakaszban van, amikor a legnagyobb panelek kerülnek a helyükre. Cser-Palkovics András nyilatkozta, hogy a téli időszak időjárási viszonyai miatt a kivitelezés határidőn belül befejezhető.
Varga Róbert, a Strabag-Hungary igazgatója hozzátette, hogy az új stadion 14 100 nézőt tud fogadni, és 10 199 négyzetméteres alapon fekszik, a legmagasabb pontja pedig 21,28 méter.
2017. április 4-én a Nemzeti Sportban új képeket tártak fel az építkezésről. A Videoton hivatalos honlapja is megerősítette, hogy az építkezés 2018. január 16-ig befejeződik.
2017. augusztus 18-án bejelentették, hogy a fő állványt statikus problémák miatt le kell bontani. Eredetileg az új stadiont a főállvány köré építették volna, azonban a rekonstrukciója miatt az új stadion megnyitása várhatóan 2018 júniusáig késik.
2018. július 27-én bejelentették, hogy az akkor már MOL Vidi FC néven szereplő csapat bérbe veszi a stadiont.
2018. augusztus 14-én megjelent egy cikk az Index.hu internetes portálon, hogy a stadion megnyitója késik, majd egy nappal később az is hivatalossá vált, hogy a MOL Vidi a 2018–2019-es UEFA-bajnokok ligája selejtezőjének play-off mérkőzéseit a budapesti Groupama Arénában játssza le.

### Megnyitás
A stadiont 2018. november 21-én nyitották meg. Az első mérkőzést a MOL Vidi és az Újpest ellen játszotta a 2018–2019-es bajnokság 6. fordulójából elhalasztott mérkőzésen. A találkozó 1-0-s hazai győzelemmel ért véget, a gólt Juhász Roland szerezte az 58. percben.
A stadion nyitóünnepségén fellépett a Wellhello zenekar is, amelynek énekese, Fluor Tomi székesfehérvári kötődésű. A megnyitón részt vettek a csapat korábbi legendás játékosai, így többek közt jelen volt Szabó József, Disztl Péter, Horváth Gábor és Vadász Imre az 1984–1985-ös szezonban UEFA-kupa-döntős csapatból, valamint Csank János, Bozsik Péter és Gellei Imre korábbi szövetségi kapitányok.
2018. november 21-én a stadiont MOL Aréna Sóstó névre keresztelték szponzorációs okok miatt. 2023. július 1-től a létesítmény neve Sóstói Stadionra változott.